# Metro d'Hyderabad
El metro d'Hyderabad és un sistema de transport ràpid que dona servei a la ciutat de Hyderabad, Telangana, Índia. És la segona xarxa de metro operativa més llarga de l'Índia després del Metro de Nova Delhi (285 estacions) amb 57 estacions i les línies es disposen en un model secant. Està finançat per una associació publicoprivada (PPP), amb el govern estatal que té una participació minoritària. Una empresa de vehicles amb propòsit especial, L&T Metro Rail Hyderabad Ltd (L & TMRHL), va ser creada per la constructora L&amp;T per desenvolupar el projecte del ferrocarril del metro de Hyderabad. Uns 30 km, que van de Miyapur a Nagole, amb 24 estacions, va ser inaugurada el 28 de novembre de 2017 pel primer ministre Narendra Modi. Aquesta va ser la línia de metro més llarga oberta d'una sola vegada a l'Índia. S'estima que el cost va ser de 18.800 milions de rupies. El febrer de 2020, prop de 490.000 persones utilitzen el metro cada dia. Els trens estan amuntegats durant les hores punta del matí i de la nit. Des del 7 de maig de 2018 es va introduir un vagó només per a dones a tots els trens.

## Història

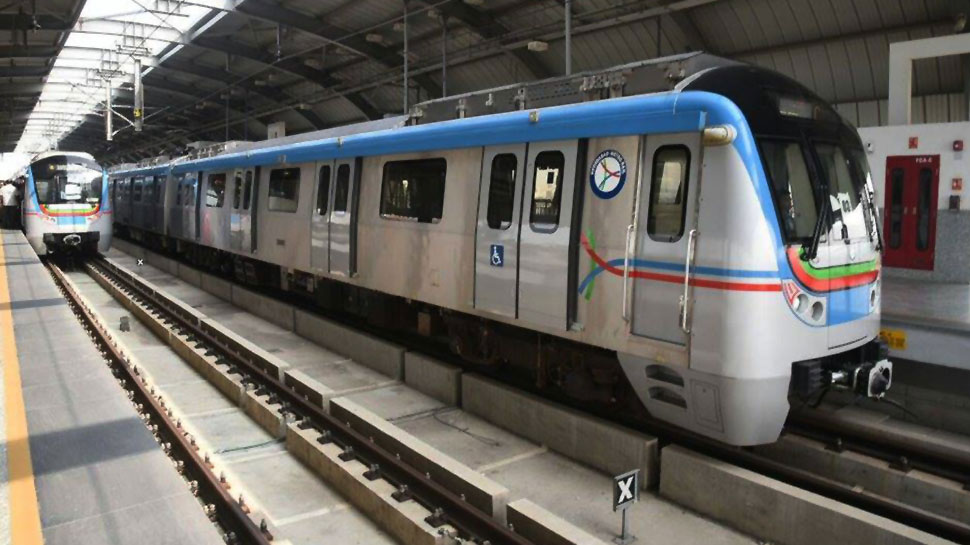
El material mòbil Hyundai Rotem del metro de Hyderabad

Metro Rail Project va ser iniciat per primera vegada per N. Chandrababu Naidu, aleshores ministre en cap de l'estat d'Andhra Pradesh, el 2003. A mesura que Hyderabad continuava creixent, el MMTS tenia una capacitat insuficient per al transport públic i el Ministeri de Desenvolupament Urbà de la Unió va aprovar la construcció del projecte del metro de Hyderabad, portant la Delhi Metro Rail Corporation a dur a terme un estudi de les línies proposades i presentar una Informe de projecte. Per satisfer les creixents necessitats de transport públic i mitigar el creixent trànsit per carretera a les ciutats bessones de Hyderabad i Secunderabad, el govern estatal de N. Chandrababu Naidu i el South Central Railway van llançar conjuntament el sistema de transport multimodal (MMTS) l'agost del 2003. El pla inicial era que el Metro connectés amb el MMTS existent per proporcionar als viatgers modes de transport alternatius. Simultàniament, també es van tirar endavant les propostes per a la construcció de la fase II de MMTS.
El 2007, NVS Reddy va ser nomenat director general de Hyderabad Metro Rail Limited, i el mateix any, el Govern Central va aprovar l'assistència financera de 1639 milions de rúpies en virtut d'un esquema de finançament de la viabilitat (VGF). L & T va descartar l’opció d’un sistema de metro subterrani a Hyderabad a causa de la presència de roques dures, còdols i la topografia del sòl a Hyderabad. El 26 de març de 2018, el govern de Telangana va anunciar que establiria un SPV "Hyderabad Airport Metro Limited (HAML)", promogut conjuntament per HMRL i HMDA, per estendre la línia Blava de Raidurg a l'aeroport internacional Rajiv Gandhi, Shamshabad, en fase II després de finalitzar la fase I el 2019.

### Licitació inicial
El procés de licitació es va completar el juliol de 2008 i es va adjudicar a Maytas, que no va aconseguir el tancament financer del projecte segons el calendari previst pel març de 2009.

### Tornar a licitar
El govern de Nallari Kiran Kumar Reddy va cancel·lar el contracte i va demanar una nova licitació del projecte. En el procés de licitació de juliol de 2010, Larsen &amp; Toubro (L&T) es van constituir com el millor postor per al projecte L&T es va presentar a assumir l’obra per uns 121,32 mil milions de rúpies com a fons. El govern de Kiran va prosseguir el projecte de manera proactiva, però es va retardar a causa d'una agitació i més tard a causa de les aprehensions del nou govern.

### Mascota

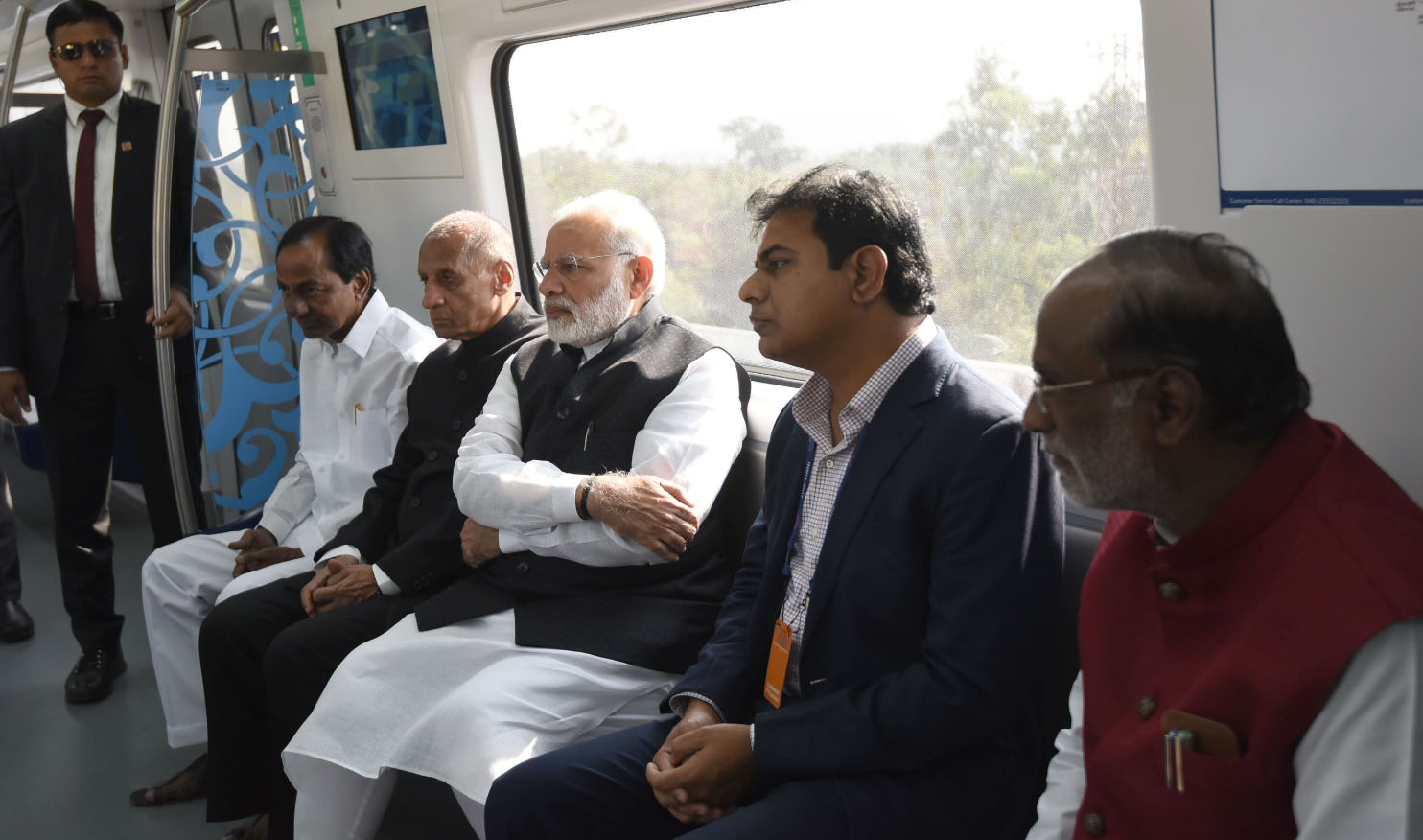
El primer ministre Narendra Modi es passejava al metro de Hyderabad el 2017

La mascota de Hyderabad Metro Rail és Niz. Ve de la paraula Nizam, que governava l'estat principesc de Hyderabad.

### Premis
El projecte HMR es va presentar com un dels primers 100 projectes estratègics d’infraestructura mundial estratègics en el Global Infrastructure Leadership Forum celebrat a Nova York durant el febrer-març del 2013.
L&T Metro Rail Hyderabad Limited (LTMRHL) va rebre el Premi SAP ACE 2015 en la categoria "Gestió estratègica de recursos humans i talents".
El 2018, les estacions de metro Rasoolpura, Paradise i Prakash Nagar van rebre el premi Green MRTS Platinum de l'Indian Green Building Council (IGBC).
El govern de l'Índia va designar el metro d'Hyderabad com el millor projecte de transport públic massiu urbà el novembre de 2018.

### Fites de la construcció

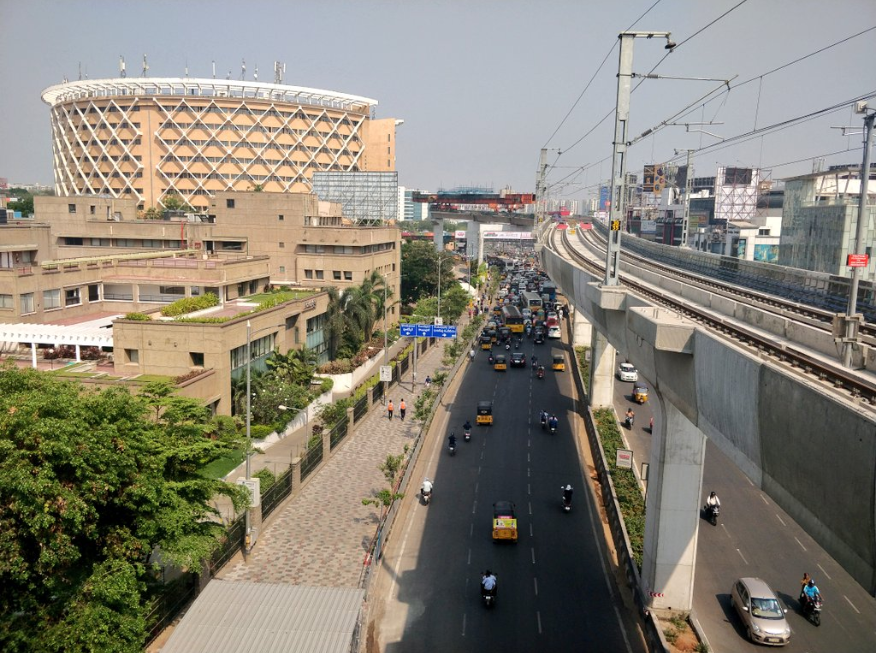
Una vista del metro de Hyderabad cap a HITEC City

- L'innovador projecte (Bhoomi Puja) es va dur a terme el 26 d'abril de 2012[36] quan la concessionària va iniciar l'erecció del pilar el mateix dia per a l'etapa I i el 6 de juny de 2012 per a l'etapa II.[37] Els treballs del corredor 2 s’han endarrerit perquè els comerciants de Koti i Sultan Bazar van exigir la realineació de la ruta per salvaguardar els comerciants i els mercats patrimoni de la vellesa.[38] Si s’aprova el recent projecte de llei proposat al Parlament, que permet la construcció en un radi de 100 metres d’estructures patrimonials i llocs d’importància històrica o arqueològica, el metro podria rebre una oportunitat, ja que ajuda a connectar la ciutat vella amb el corredor informàtic.[39]
- La construcció de tots els 71,16 km es va dividir en 6 etapes, i la primera etapa es va completar el març de 2015.[40][41]
- El novembre de 2013, el metro de L&T Hyderabad va començar a col·locar raïls al viaducte del metro entre Nagole i Mettuguda, un tram de 8 km.[42]
- El primer tren altament sofisticat del metro de Hyderabad (HMR) va venir de Corea durant la tercera setmana de maig de 2014. Les proves rigoroses van començar el juny del 2014, i fins al febrer del 2015.[43] Les proves es van iniciar al tram Miyapur fins a Sanjeeva Reddy Nagar l'octubre del 2015.

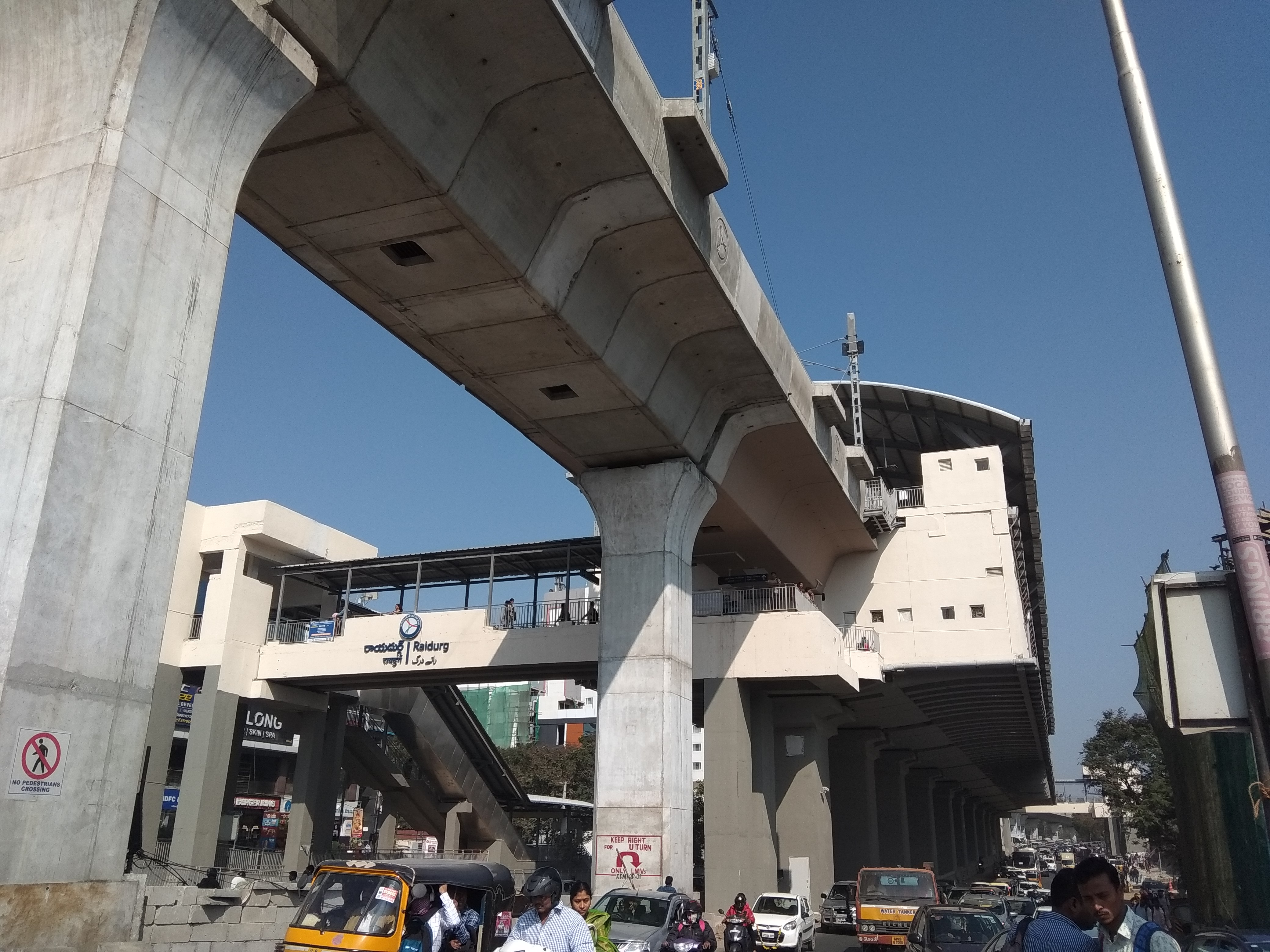
Estació de metro de Raidurg a prop de Raheja Mindspace

- La inspecció CMRS de la fase II (secció Miyapur i SRNagar) es va fer el 9 i 10 d'agost de 2016.[44]
- El pont d'acer de l'HMR es va col·locar amb èxit sobre el pont d'Oliphant l'agost de 2017.[45][46]
- El novembre de 2017, el comissari de seguretat ferroviària (CMRS) va atorgar l’aprovació de seguretat per a 12 km des de Miyapur a SR Nagar, i10 km de SR Nagar a Mettuguda i 8 km de Nagole a Mettuguda.[47]
- El tram de metro Ameerpet de 16 km - LB Nagar es va obrir per a operacions comercials a partir del 24 de setembre de 2018.[48]
- La ruta Ameerpet - HITEC City es va obrir de manera condicional el 20 de març de 2019. La instal·lació des de l'estació de metro de HITEC City es va iniciar el 20 d'agost de 2019.[49]
- El 19 de maig de 2019 es va acabar la construcció de tots els 2.599 pilars del ferrocarril de 66 km de metro d'Hyderabad (excepte el tram de 6 km de la ciutat vella).[50][51]
- El corredor de la línia verda des de l'estació d'autobusos de Jubilee fins a l'estació d'autobusos de Mahatma Gandhi va rebre el certificat de seguretat pel comissari de seguretat ferroviària del metro i la inauguració dels serveis de la secció es va fer el 7 de febrer de 2020 per l'honorable ministre cap de Telangana, Sri K. Chandrasekhar Rao.

## Xarxa

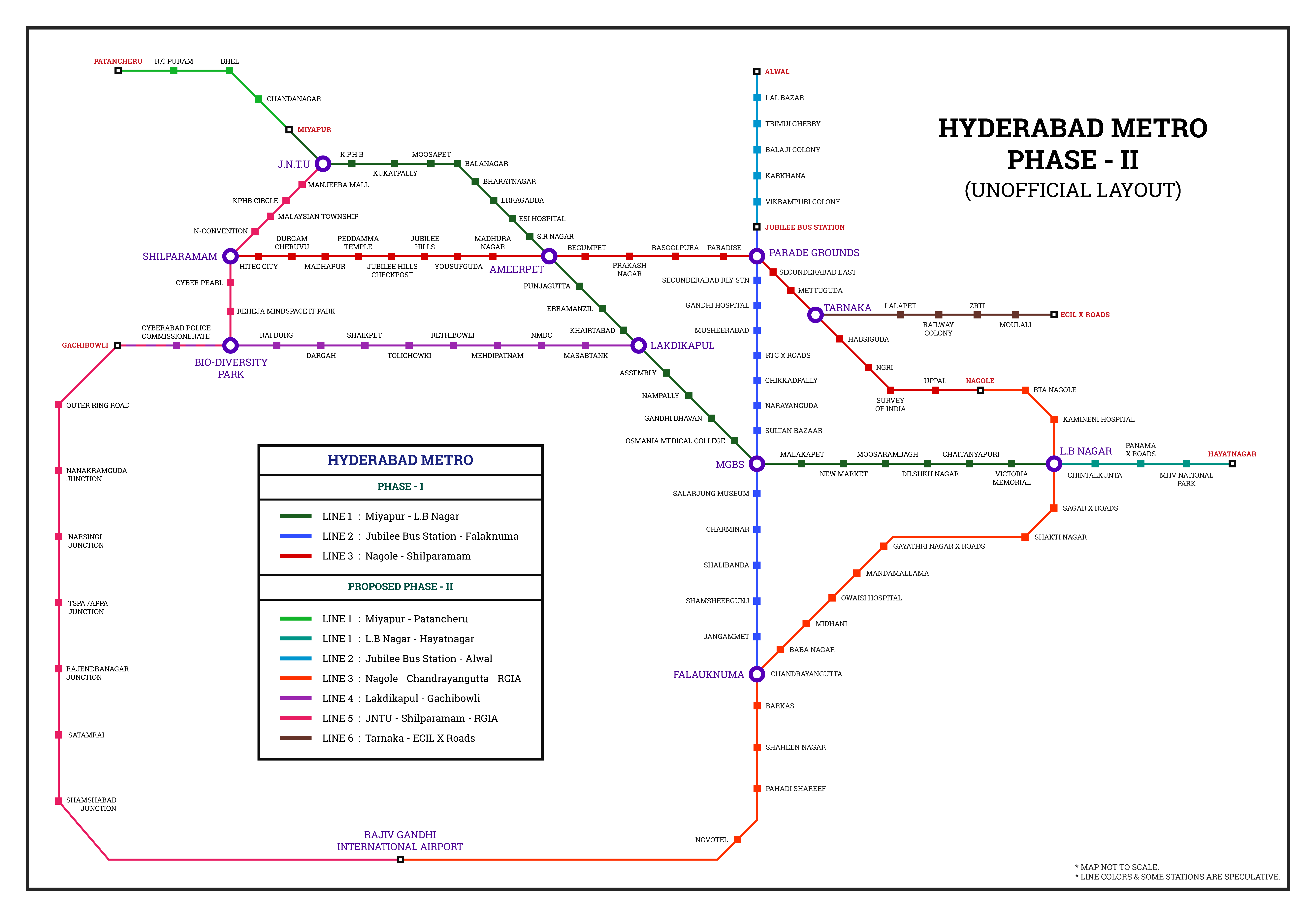
Línies proposades del metro d'Hyderabad

Actualment, el metro de Hyderabad té 56 estacions. La fase I del metro de Hyderabad arriba a 64 estacions; tenen escales mecàniques i ascensors per arribar a les estacions, taulers d’anuncis i sistemes de visualització electrònica. Les estacions també tenen vies de servei a sota per a altres sistemes de transport públic per deixar i recollir passatgers. Els rètols del metro de Hyderabad es mostren en telugu, anglès, hindi i urdú a les estacions de metro.
Otis Elevator Company ha subministrat i manté els 670 ascensors en ús en el sistema.
El maig de 2018, L&T Metro Rail va signar un contracte amb Powergrid Corporation de l’Índia per instal·lar instal·lacions de recàrrega de vehicles elèctrics a totes les estacions de metro, començant per les estacions de Miyapur i Dr. BR Ambedkar Balanagar. L & THMRL ha configurat unitats d’accés wifi gratuït per a viatgers a les estacions de metro de Miyapur, Ameerpet i Nagole, en associació amb ACT Fibernet, com a part d’un projecte pilot. El pla d’ampliació de la fase II de Metro Rail és d’uns 85 km. L'abril de 2019, KT Rama Rao va dir que s'estaven planificant 200 km per a Hyderabad, un metro al llarg de tota la carretera de circumval·lació exterior. Està previst que tots els passadissos del metro acabin a Shamshabad, prop de l’aeroport internacional Rajiv Gandhi, tal com estava previst a la fase II del ferrocarril del metro de Hyderabad. L'agost del 2019, KT Rama Rao va dir que el gabinet estatal va aprovar l'enllaç exprés de l'aeroport del metro de Hyderabad des de Raidurg fins a l'aeroport.

## Línies
Des dels primers plans, les tres rutes van continuar sent les mateixes, però es van introduir canvis menors. Aquests inclouen una parada a Lakdikapul en lloc de Secretariat. A més, les línies s'han marcat amb diverses combinacions de colors diferents. Ameerpet - Tram de metro LB Nagar obert el 24 de setembre de 2018. HiTec City to Raidurg, tram d’1,5 quilòmetres la línia tres - Nagole a Raidurg, s’obre el 29 de novembre de 2019 ja que implica la construcció de 49 pilars i l'estació terminal de Raidurg.

### Línia vermella: Miyapur – LB Nagar
Longitud de la ruta: 29.21 km (18,15 mi)
 Nombre d'estacions (totes elevades): 27
 Enllaç a altres passadissos
- A Ameerpet: connexió línies 1 i 3
- A l'estació d’autobusos de Mahatma Gandhi: connecta les línies 1 i 2

| #  | Nom de l'estació        | Nom de l'estació | Oberta                 | Conexions  | Alineació |
| #  | English                 | Telugu           | Oberta                 | Conexions  | Alineació |
| -- | ----------------------- | ---------------- | ---------------------- | ---------- | --------- |
| 1  | Miyapur                 | మియాపూర్             | 29 de novembre de 2017 | Cap        | Elevat    |
| 2  | J.N.T.U College         | జె.ఎన్.టి.యు. కాలేజ్    | 29 de novembre de 2017 | Cap        | Elevat    |
| 3  | K.P.H.B. Colony         | కె.పి.హెచ్.బి. కాలని    | 29 de novembre de 2017 | Cap        | Elevat    |
| 4  | Kukatpally              | కూకట్పల్లి           | 29 de novembre de 2017 | Cap        | Elevat    |
| 5  | Balanagar               | బాలానగర్            | 29 de novembre de 2017 | Cap        | Elevat    |
| 6  | Moosapet                | మూసాపేట్             | 29 de novembre de 2017 | Cap        | Elevat    |
| 7  | Bharat Nagar            | భరత్ నగర్          | 29 de novembre de 2017 | Cap        | Elevat    |
| 8  | Erragadda               | ఎఱ్ఱగడ్డ           | 29 de novembre de 2017 | Cap        | Elevat    |
| 9  | ESI Hospital            | ఇ.స్.ఐ. హాస్పిటల్     | 29 de novembre de 2017 | Cap        | Elevat    |
| 10 | S.R Nagar               | ఎస్.ఆర్. నగర్       | 29 de novembre de 2017 | Cap        | Elevat    |
| 11 | Ameerpet                | అమీర్పేట్            | 29 de novembre de 2017 | Blue Line  | Elevat    |
| 12 | Punjagutta              | పంజాగుట్ట            | 24 de setembre de 2018 | Cap        | Elevat    |
| 13 | Irrum Manzil            | ఇర్రమంజిల్           | 24 de setembre de 2018 | Cap        | Elevat    |
| 14 | Khairatabad             | ఖైరతాబాద్            | 24 de setembre de 2018 | Cap        | Elevat    |
| 15 | Lakdi-ka-pul            | లక్డీ-కా-పూల్         | 24 de setembre de 2018 | Cap        | Elevat    |
| 16 | Assembly                | అసెంబ్లీ             | 24 de setembre de 2018 | Cap        | Elevat    |
| 17 | Nampally                | నాంపల్లి             | 24 de setembre de 2018 | Cap        | Elevat    |
| 18 | Gandhi Bhavan           | గాంధీ భవన్           | 24 de setembre de 2018 | Cap        | Elevat    |
| 19 | Osmania Medical College | ఉస్మానియ మెడికల్ కాలేజీ   | 24 de setembre de 2018 | Cap        | Elevat    |
| 20 | M.G. Bus Station        | ఎం.జి. బస్ స్టేషన్     | 24 de setembre de 2018 | Green Line | Elevat    |
| 21 | Malakpet                | మలక్పేట్            | 24 de setembre de 2018 | Cap        | Elevat    |
| 22 | New Market              | న్యూ మార్కెట్          | 24 de setembre de 2018 | Cap        | Elevat    |
| 23 | Musarambagh             | ముసరంబాగ్            | 24 de setembre de 2018 | Cap        | Elevat    |
| 24 | Dilsukhnagar            | దిల్సుఖ్నగర్          | 24 de setembre de 2018 | Cap        | Elevat    |
| 25 | Chaitanyapuri           | చైతన్యపురి           | 24 de setembre de 2018 | Cap        | Elevat    |
| 26 | Victoria Memorial       | విక్టోరియా మెమోరియల్      | 24 de setembre de 2018 | Cap        | Elevat    |
| 27 | L.B. Nagar              | ఎల్.బి. నగర్        | 24 de setembre de 2018 | Cap        | Elevat    |

### Línia Verda: JBS – Falaknuma
Longitud de la ruta: 15 km (9,3 mi)
 Nombre d'estacions (totes elevades): 16
 Enllaç a altres línies
- A l'estació d’autobusos de Mahatma Gandhi, que connecta les línies 2 i 1

| #  | Nom de l'estació            | Nom de l'estació | Obert               | Connexions     | Alineació |
| #  | Anglès                      | Telugu           | Obert               | Connexions     | Alineació |
| -- | --------------------------- | ---------------- | ------------------- | -------------- | --------- |
| 1  | Parc de JBS Parade          | జె. బి. ఎస్ పరేడ్ గ్రౌండ్ | 7 de febrer de 2020 | Cap            | Elevat    |
| 2  | Parade Ground               | పరేడ్ గ్రౌండ్          | 7 de febrer de 2020 | Línia blava    | Elevat    |
| 3  | Secunderabad Oest           | సికింద్రాబాద్ వెస్ట్       | 7 de febrer de 2020 | Cap            | Elevat    |
| 4  | Hospital Gandhi             | గాంధీ హాస్పిటల్         | 7 de febrer de 2020 | Cap            | Elevat    |
| 5  | Musheerabad                 | ముషీరాబాద్            | 7 de febrer de 2020 | Cap            | Elevat    |
| 6  | Carreteres transversals RTC | ఆర్ టీ సి క్రాస్ రోడ్స్   | 7 de febrer de 2020 | Cap            | Elevat    |
| 7  | Chikkadpally                | చిక్కడపల్లి          | 7 de febrer de 2020 | Cap            | Elevat    |
| 8  | Narayanguda                 | నారాయణగూడ           | 7 de febrer de 2020 | Cap            | Elevat    |
| 9  | Sultan Bazaar               | సుల్తాన్ బజార్         | 7 de febrer de 2020 | Cap            | Elevat    |
| 10 | Estació d'autobusos MG      | ఎం. జి. బస్ స్టేషన్    | 7 de febrer de 2020 | Línia vermella | Elevat    |
| 11 | Museu de Salarjung          | సాలార్జంగ్ మ్యూజియం       | En construcció      | Cap            | Elevat    |
| 12 | Charminar                   | చార్మినార్            | En construcció      | Cap            | Elevat    |
| 13 | Shah-Ali-Banda              | షా-అలీ-బండా          | En construcció      | Cap            | Elevat    |
| 14 | Shamsherganj                | షంషెర్గంజ్            | En construcció      | Cap            | Elevat    |
| 15 | Jungametta                  | జుంగమెట్ట            | En construcció      | Cap            | Elevat    |
| 16 | Falaknuma                   | ఫలక్నుమా            | En construcció      | Cap            | Elevat    |

### Línia Blava: Nagole – Raidurg
Longitud de la ruta: 27 km (17 mi)
 Nombre d'estacions (totes elevades): 23
 Enllaç a altres línies
- A Ameerpet: passadissos de connexió 3 i 1
- A Parade Ground: passadissos de connexió 3 i 2

| #  | Nom de l'estació         | Nom de l'estació | Oberta                  | Conexions  | Alineació |
| #  | English                  | Telugu           | Oberta                  | Conexions  | Alineació |
| -- | ------------------------ | ---------------- | ----------------------- | ---------- | --------- |
| 1  | Nagole                   | నాగోల్              | 29 de novembre de 2017  | Cap        | Elevat    |
| 2  | Uppal                    | ఉప్పల్             | 29 de novembre de 2017  | Cap        | Elevat    |
| 3  | Stadium                  | స్టేడియం             | 29 de novembre de 20177 | Cap        | Elevat    |
| 4  | NGRI                     | ఎన్ జి ఆర్ ఐ        | 29 de novembre de 2017  | Cap        | Elevat    |
| 5  | Habsiguda                | హబ్సిగూడ            | 29 de novembre de 2017  | Cap        | Elevat    |
| 6  | Tarnaka                  | తార్నాక             | 29 de novembre de 2017  | Cap        | Elevat    |
| 7  | Mettuguda                | మెట్టుగూడ            | 29 de novembre de 2017  | Cap        | Elevat    |
| 8  | Secunderabad East        | సికింద్రాబాద్ ఈస్ట్       | 29 de novembre de 2017  | Cap        | Elevat    |
| 9  | Parade Ground            | పరేడ్ గ్రౌండ్          | 29 de novembre de 2017  | Green Line | Elevat    |
| 10 | Paradise                 | ప్యారడైజ్            | 29 de novembre de 2017  | Cap        | Elevat    |
| 11 | Rasoolpura               | రసూల్పుర            | 29 de novembre de 2017  | Cap        | Elevat    |
| 12 | Prakash Nagar            | ప్రకాశ్నగర్          | 29 de novembre de 2017  | Cap        | Elevat    |
| 13 | Begumpet                 | బేగంపేట్             | 29 de novembre de 2017  | Cap        | Elevat    |
| 14 | Ameerpet                 | అమీర్పేట్            | 29 de novembre de 2017  | Red Line   | Elevat    |
| 15 | Madhura Nagar            | మధురా నగర్          | 29 de març de 2019      | Cap        | Elevat    |
| 16 | Yousufguda               | యూసుఫ్గూడ            | 29 de març de 2019      | Cap        | Elevat    |
| 17 | Jubilee Hills Road No. 5 | జూబిలీ హిల్స్ రోడ్ నం 5   | 29 de març de 2019      | Cap        | Elevat    |
| 18 | Jubilee Hills Check Post | జూబిలీ హిల్ల్స్ చెక్ పోస్ట్  | 18 de maig de 2019      | Cap        | Elevat    |
| 19 | Peddamma Gudi            | పెద్దమ్మ గుడి         | 30 de març de 2019      | Cap        | Elevat    |
| 20 | Madhapur                 | మాధాపూర్             | 13 d'abril de 2019      | Cap        | Elevat    |
| 21 | Durgam Cheruvu           | దుర్గం చెరువు          | 29 de març de 2019      | Cap        | Elevat    |
| 22 | HITEC City               | హైటెక్ సిటి           | 29 de març de 2019      | Cap        | Elevat    |
| 23 | Raidurg                  | రాయదుర్గ్            | 29 de novembre de 2019  | Cap        | Elevat    |